# Wolverine
Wolverine — шведская прогрессив-метал группа, основанная в 1995 году. Начавшись, как дэт-металлический проект с мелодическими вкраплениями, с выходом первого EP группы под названием Fervent Dream, музыка коллектива эволюционировала в сторону прогрессив-метала.

## Дискография
- 1999: Fervent Dream (EP) (перевыпущен в 2001)
- 2001: The Window Purpose (перевыпущен в 2005)
- 2003: Cold Light of Monday
- 2006: Still
- 2011: Communication Lost
- 2016: Machina Viva